# Kettenburg
Kettenburg ist ein Ortsteil der Stadt Visselhövede im niedersächsischen Landkreis Rotenburg (Wümme). In dem Dorf leben etwa 250 Einwohner auf einer Fläche von 12,5 km².

## Geografie
Kettenburg liegt im südlichen Bereich der Stadt Visselhövede, 3 km südlich vom Kernort Visselhövede. Zu Kettenburg gehören noch Griemen, Fahlbeck und Hilligensehl.
Nachbarorte sind – von Norden aus im Uhrzeigersinn – Visselhövede (Kernort), Ottingen, Jarlingen, Ebbingen, Stellichte, Bleckwedel und Jeddingen.

## Geschichte

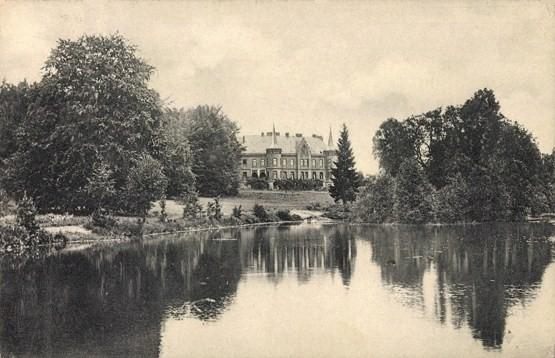
Schloss Kettenburg

1345 wurde die Burg Kettenburg durch das Herzogtum Braunschweig-Lüneburg in Gestalt einer Motte errichtet. Sie wurde 1470 zum Stammsitz des Adelsgeschlechts von der Kettenburg. Die Begegnung des Freiherrn Kuno von der Kettenburg mit dem Sozialbischof Wilhelm Emmanuel von Ketteler in Mainz 1852 führt zur Konversion des Barons und seiner Familie zum katholischen Glauben. Kettenburg hatte bis 1867 einen eigenen Pfarrer; dieser verwaltete auch die Enklave Soltau. 
Das Schloss mit Schlosskapelle in Kettenburg wurde von 1875 bis 1878 erbaut. Die Schlosskapelle erhielt den Namen „Herz-Jesu-Kettenburg“. 1941 wurde Clemens Echelmeyer, ein Pfarrer aus Münster, von den Nationalsozialisten nach Visselhövede in die Verbannung geschickt. Hier hielt er bis 1949 in der Gutskapelle in Kettenburg die Messen ab und sammelte in schwierigen Zeiten die katholische Gemeinde um sich. 
1960 war das Schloss in Kettenburg so verfallen, dass es abgerissen werden musste. 1974 verstarb die Erbtochter von der Kettenburg, Marina Gräfin Droste zu Vischering von Nesselrode-Reichenstein geborene Freiin von der Kettenburg, auf Burg Herrnstein. 1987 verstarb dort auch ihr Mann, der Graf.
Seit der Gebietsreform, die am 1. März 1974 in Kraft trat, ist die vorher selbstständige Gemeinde Kettenburg, die bis dahin politisch zum Landkreis Fallingbostel gehörte, eine von 15 Ortschaften der Stadt Visselhövede.

## Politik
Ortsvorsteher ist seit 2021 Tobias Mundt. Vorher wurde der Posten von Pamela Helmke und davor von Helmut Helmke bekleidet.

## Kultur und Sehenswürdigkeiten
- Etwa 4 km östlich von Kettenburg liegt das 275 ha große Naturschutzgebiet Ottinger Ochsenmoor. 172,2 ha davon liegen auf dem Gebiet des Landkreises Rotenburg (Wümme).[3]
- Direkt im Westen grenzt Kettenburg an das Naturschutzgebiet Eich an.
- Im 12. und 13. Jahrhundert bestand der Vorläufer der Kettenburg nur aus einem Turm, der auf einem künstlichen Hügel errichtet war. Der Hügel des Vorläufers der Kettenburg aus dem 12. Jahrhundert ist bis heute vorhanden und liegt in der Niederung zwischen dem Dorf und dem Gut Kettenburg.[4]

## Wirtschaft und Infrastruktur
Kettenburg liegt fernab des großen Verkehrs. Die A 27 verläuft 10 km entfernt südlich. Die von Bomlitz über Visselhövede nach Rotenburg (Wümme) führende B 440 verläuft 3 km entfernt nördlich und die Landesstraße 171 von Visselhövede nach Verden (Aller) verläuft ebenfalls 3 km entfernt nördlich. Die Landesstraße 161 von Visselhövede nach Walsrode führt durch den Ort.
In Kettenburg gibt es keine Straßenbezeichnungen, sondern nur Hausnummern.